# Dartmouth (Inglaterra)
Dartmouth (de Dart, por el Río Dart, y mouth, "desembocadura") es una localidad del Sudoeste de Inglaterra, situada en el condado de Devon, en el estuario del río Dart. Contaba con 5064 habitantes según el censo de 2011. Su nombre deriva de que en esta ciudad se encuentra la desembocadura en el Canal de la Mancha del río Dart.

## Galería

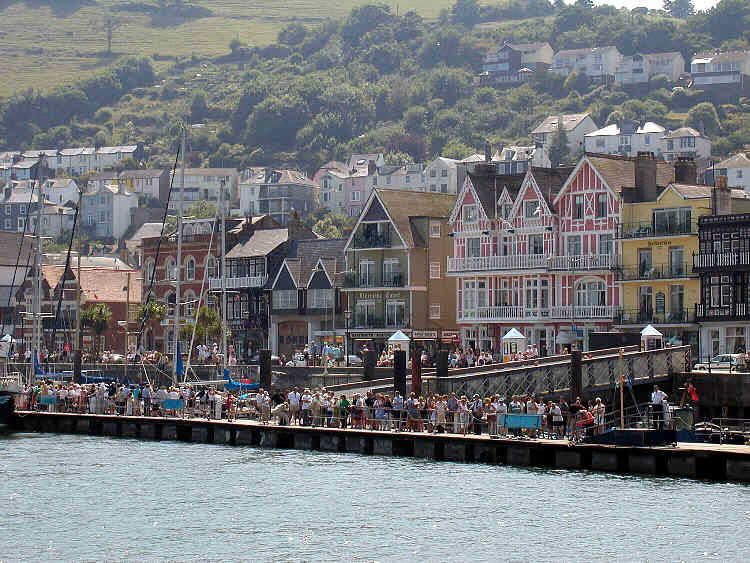
Vista de la ciudad.
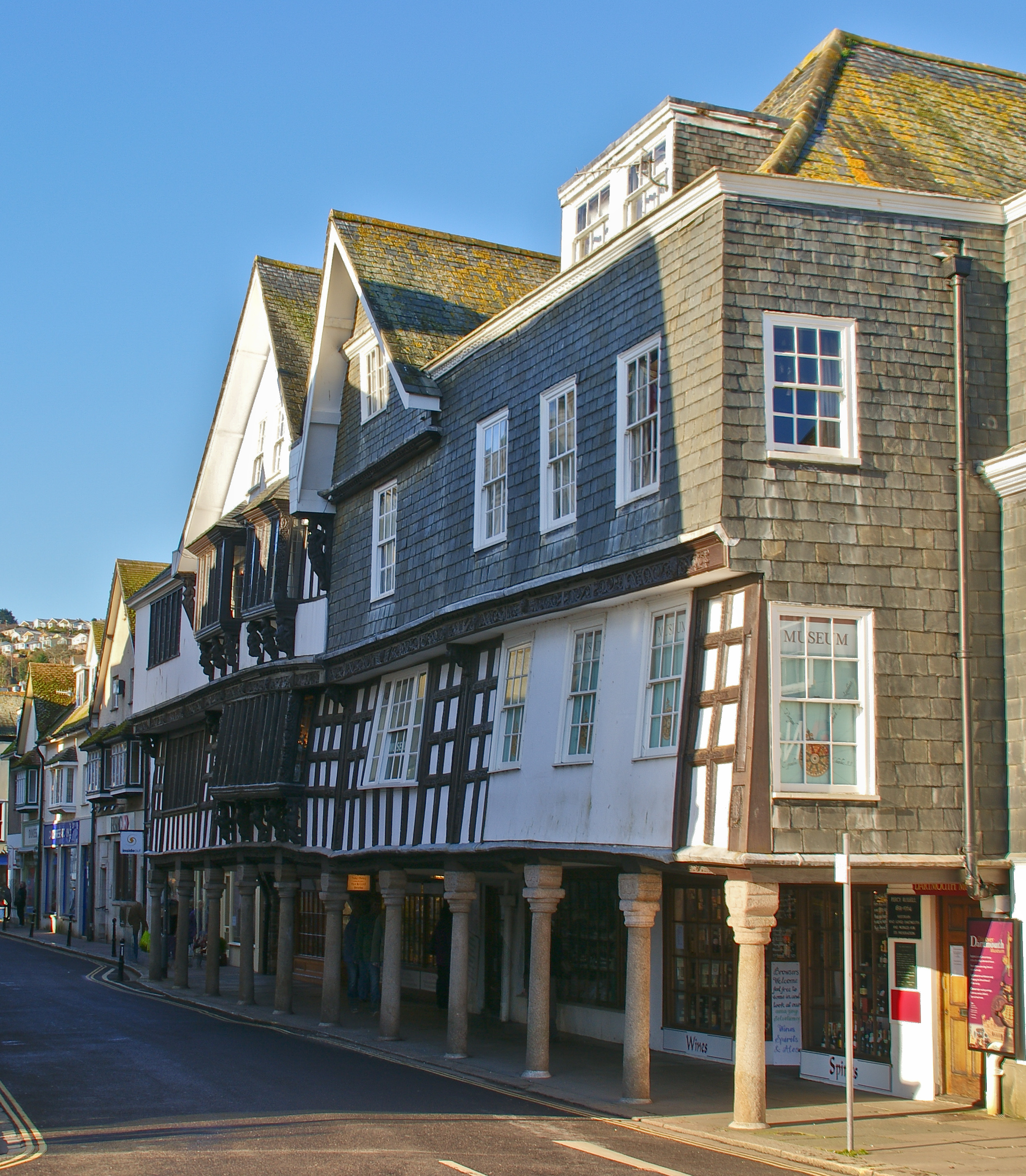
Butterwalk
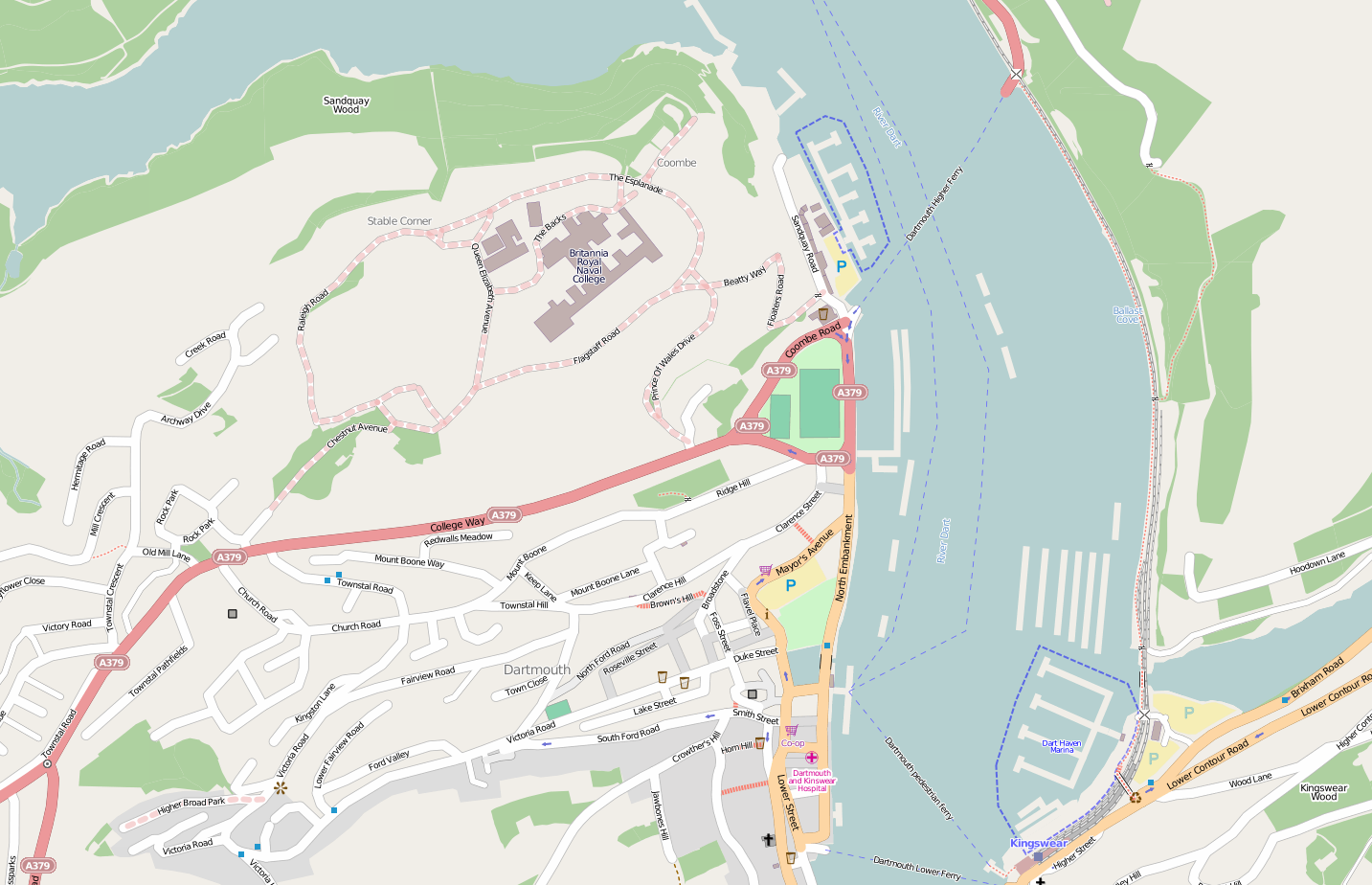
Plano de la ciudad.